# Мжаванадзе, Кахабер Нодарович
Кахабе́р Нода́рович Мжавана́дзе (груз. კახაბერ ნოდარის ძე მჟავანაძე; 2 октября 1978, Кобулети) — грузинский футболист, защитник.

## Карьера

### Клубная
Воспитанник ДЮСШ г. Кобулети. Первый тренер — Богуна Урушадзе. Начинал карьеру в таких грузинских клубах, как «Шукура» из Кобулети и «Динамо» из Батуми.
В 2001 году перешёл в московский «Спартак», сыграл в том сезоне 6 игр за клуб в различных турнирах (а также 13 матчей в первенстве дублёров) и стал чемпионом страны того сезона.
В 2002 году перешёл в «Анжи», заключив долгосрочный контракт с клубом; провёл в дагестанском клубе один сезон в Высшей лиге и три в Первом дивизионе.
В январе 2006 года перешёл в «Черноморец» из Одессы. Выступал за одесский клуб в высшей украинской лиге, стал в его составе третьим призёром чемпионата 2005/06. На правах аренды выступал за «Анжи» (Первый дивизион России) и «Днестр» из Овидиополя (Первая лига Украины).
Став свободным агентом в январе 2009 года, имел возможность перейти в клуб «Ростов», но пополнил ряды «Дачии», которая играет в чемпионате Молдавии. С лета 2009 года выступал за бакинский «Интер». Чемпион Азербайджана 2009/10 в его составе.

### В сборной
Был игроком сборной Грузии с 2004 по 2006 год, сыграл 14 игр.

## Достижения
- Чемпион России 2001 года.
- Чемпион Азербайджана 2010 года.
- Обладатель Кубка Грузии 1998 года.
- Серебряный призёр чемпионата Грузии 1998 года.
- Серебряный призёр чемпионата Молдовы 2009 года.
- Бронзовый призёр чемпионата Украины 2006 года.

## Личная жизнь
В 2006 году, когда выступал за Черноморец, женился на украинке, в настоящее время проживает в Одессе.